# Personaggi di Maggie & Bianca Fashion Friends

## Personaggi principali

### Maggie Davis
Stagioni 1-3, interpretata da Emanuela Rei e da Maria Alexandra Paraschiv (bambina).
Maggie proviene da Portland, città della cultura alternativa e freak. È cresciuta con la madre single e con i nonni materni, aspettando il ritorno del padre che non ha mai conosciuto fino a quando non si è resa conto che egli non avrebbe mai fatto ritorno. Ma lei aveva un sogno: diventare un'affermata stilista di moda. A 16 anni arriva per lei la chance dalla vita: dopo essersi impegnata duramente per superare le prove d'ammissione, la ragazza vince una borsa di studio all'Accademia di Moda di Milano, la più prestigiosa scuola di moda a livello internazionale. Maggie però non ha solo la passione per la moda: ha ereditato dalla madre la passione per la musica. Infatti porta sempre con sé cuffie e chitarra oltre al telefono e al PC con cui ascolta la musica e scrive sul proprio blog. Maggie è una ragazza creativa, solare, esuberante, ottimista, positiva, socievole e sempre di buon umore. È però anche facilmente irritabile, testarda, ostinata, impaziente e impulsiva. Quando è agitata ha l'abitudine di contare fino a che non ritorni calma. Inoltre, si ritrova spesso a sognare a occhi aperti e possiede un manichino di donna che lei chiama "zia Betsy" e che tratta come se fosse davvero una zia. Maggie è una tipa eccentrica, un po' hippy e soprattutto eco-fiendly, piena di idee e di forza di volontà, ma anche disordinata e disorganizzata e dallo stile particolare e controcorrente; è infatti considerata da tutti una tipa "strana" e all'inizio farà fatica a farsi accettare dal gruppo, soprattutto da Bianca, con la quale però, dopo un iniziale rapporto burrascoso per via del fatto che loro sono come dei poli opposti, instaurerà un profondo legame di amicizia. Dopo la scuola, per mantenersi, la ragazza lavora part time presso il Milky Way; qui fonderà una band chiamata The MoodBoards, di cui lei sarà cantautrice e chitarrista.È innamorata di Jacques e ricambiata, ma non avranno il coraggio di dichiararsi e lei si metterà con Andrew. Alla fine della seconda stagione si metterà con Jacques ma nella terza stagione si dovranno lasciare perché Jacques dovrà mettersi con un'altra per i problemi economici della famiglia. Poi però, alla fine della terza stagione, si rimetteranno insieme.

### Bianca Lussi
Stagioni 1-3, interpretata da Giorgia Boni e da Jennifer Distaso (bambina).
Bianca è nata e cresciuta in una delle province più ricche d'Italia, il lago di Como. È l’ereditiera di una grande azienda del mondo della moda, la Lussi Style. All'inizio della serie ha 15 anni ed è considerata da tutti "l'Algida Regina delle Nevi". È la reginetta della scuola, una ragazza egocentrica e snob che ama essere sempre al centro dell'attenzione e che punta tutto sull'aspetto esteriore; porta sempre con sé il telefono o il tablet con cui scrive sul proprio blog e con cui pubblica un sacco di selfie. È una vera e propria fashion victim, una ragazza dallo stile chic, perfetto e impeccabile, abituata a tenere sempre tutto sotto controllo, a partire dalle emozioni. In realtà non è così fredda e distaccata come vuole far credere, anzi, possiede un lato molto sensibile. Il padre Alberto è un grande nome nel mondo della moda che impone alla figlia di frequentare l'Accademia di Moda di Milano; è un padre assente e sempre impegnato con il lavoro con un pessimo rapporto con la figlia. La madre Isabella, invece, è venuta a mancare tre anni fa. Bianca è cresciuta con tutto e niente e sembra non avere sogni ma in realtà una grande passione ce l’ha: la musica. Ma la musica le è stata bandita dal padre che la considera un hobby privo di utilità. Bianca è un talento naturale del canto malgrado continui a negarlo anche a sé stessa fino a quando Maggie non le fa aprire gli occhi e la arruola come cantante per formare una band che Bianca stessa chiamerà "The MoodBoards". È molto affezionata a un peluche chiamato "Teddy", regalatole dalla madre, che diventerà la mascotte della band. Alla fine della prima stagione cancellerà qualsiasi suo pregiudizio su Quinn e i due si metteranno insieme, scoprirà poi che lei è Maggie sono sorelle. Nella seconda stagione nonostante non voglia avere più a che fare con Maggie per lo shock dalla scoperta con il tempo inizierà a volerle bene e ad accettarla come sorella. Si scopre anche che ha una cagnolina di nome Luxy uguale a lei. Si lascerà poi con Quinn viste le troppe differenze tra loro, rimanendo amici. Nel finale della seconda stagione si metterà con Felipe. Nella terza stagione appena i genitori propongono a lei e Maggie di trasferirsi a Portland lei farà di tutto per rimanere iniziando ad assumersi le proprie responsabilità iniziando a lavorare al Milky Way diventando anche più gentile. Un produttore discografico poi propone a lei e Felipe di suonare assieme per un tour ma lei, volendo bene ai Moodboards, ha deciso di rimanere, lasciandosi con Felipe. Nel finale della terza stagione si rimette con Quinn capendo che stavolta possono essere felici.

### Jacques Bertrand
Stagioni 1-3, interpretato da Sergio Ruggieri.
Jacques è un ragazzo egocentrico e snob e infatti è considerato da tutti il classico "Rampollo di Famiglia", presuntuoso e arrogante e che dà molto peso alla propria reputazione. È un bel ragazzo e un corteggiatore abituato a essere sempre circondato da una platea di ragazze che farebbero qualsiasi cosa pur di stare con lui o di ricevere semplicemente qualche attenzione da lui. È il figlio di un'italiana e di un francese e vive tra Milano e Parigi. La madre è fuggita via con un altro uomo quando lui era solo un bambino, per questo è cresciuto con un padre miliardario che però è un pessimo esempio, dato che sperpera tutto in party di gran lusso, macchine e donne. Jacques è l'erede dell'azienda di calzature Bertrand, di cui il nonno è l'imprenditore vero e proprio, che desidera lasciare la direzione dell'impero al nipote. Jacques, però, non ha molta voglia di studiare; la passione del ragazzo, infatti, è la motocicletta, che considera il grande amore della propria vita; inoltre ama mantenersi in forma con la corsa e porta sempre al polso un orologio high-tech. Jacques frequenta l'Accademia di Moda di Milano soltanto perché non intende deludere il nonno. In realtà è un bravo ragazzo, ma fa fatica a parlare di emozioni; aspira a diventare come il nonno, ma teme di diventare come il padre. Provenendo dall'alta società, realtà fatta di perfezione e impeccabilità, inizialmente reputa Maggie una ragazza strana e da cui stare alla larga ma con il tempo cambierà idea su di lei e le si avvicinerà gradualmente, finendo per innamorarsi di lei. Non avendo coraggio di dichiararsi a vicenda, riusciranno a mettersi insieme soltanto alla fine della seconda stagione. Durante la terza stagione purtroppo dovranno lasciarsi perché Jacques, contro la sua volontà, dovrà mettersi con un'altra per problemi famigliari, ma alla fine della terza stagione ritorneranno insieme. A scuola divide la camera con Quinn, con il quale diventerà grande amico. Entrerà a far parte dei MoodBoards proprio grazie a Maggie nel ruolo di tastierista della band, avendo studiato pianoforte per dieci anni.

### Quinn O'Connor
Stagioni 1-3, interpretato da Luca Murphy.
Quinn è un ragazzo carino, romantico e sensibile. Infatti è considerato da tutti il "Sognatore". Proviene da una semplice famiglia della Scozia ed è il secondo di tre fratelli. Odia il mondo della moda con il quale non vuole avere niente a che fare; lui stesso, infatti, si considera l'anti-sociale, l'anti-conformista e l'anti-tutto. Quinn possiede un grande talento per la fotografia; porta sempre con sé la sua macchina fotografica e aspira a diventare un celebre fotografo come il professor Ferrari. È questo il motivo per cui frequenta l'Accademia di Moda di Milano, perché è l'unica scuola in cui si studia anche fotografia che gli ha concesso la borsa di studio. All'interno della scuola, nello sgabuzzino, ha costruito una camera oscura dove sviluppare le foto da lui scattate. Il più grande sogno di Quinn è quello di esporre i propri lavori a una mostra fotografica. È un ragazzo molto in gamba, sa ascoltare gli altri e dare suggerimenti e consigli a chi ne ha bisogno. È inoltre molto socievole e dal carattere molto aperto, infatti non giudicherà Maggie per il fatto di essere strana, anzi, instaurerà con lei un bel rapporto di amicizia fin dal primo giorno di scuola. Al contrario, non sembra avere nulla in comune con Bianca, diventa amico di Jacques con il quale a scuola divide la camera, entrerà a far parte della band come bassista. Nel finale della prima stagione si mette con Bianca, per poi lasciarsi nella seconda stagione per le troppe differenze tra loro rimanendo amici. Inizierà poi a frequentare Susan riuscendo a farla sorridere. Nella terza stagione si scopre ancora innamorato di Bianca, per poi rimettersi insieme alla fine della stagione.

### Eduard "Edu" Zonte
Stagioni 1-3, interpretato da Sergio Melone.
Edu è un aspirante modello proveniente dalla Grecia ed è considerato da tutti un "Mononeurotico Photoshoppato". È un ragazzo attraente e affascinante, ma senza cervello; lui stesso afferma di possedere un unico neurone, da lui chiamato "Franz" e da lui considerato come il proprio migliore amico. Il cosiddetto Franz però dorme quasi sempre e quando Edu lo sveglia per chiedergli suggerimenti e consigli lui gliene dà sempre dei più assurdi. La compagna di avventure di Edu è la bizzarra Yuki; insieme gliene capitano sempre di tutti i colori. Edu é un ragazzo molto positivo e ottimista, ma talmente infantile da sembrare spesso un po' stupido. È molto attento al proprio aspetto fisico e si mantiene in forma facendo attività fisica. Edu sa di essere un gran figo, ma è un ragazzo semplice e puro, per niente malizioso, anzi, dal cuore d'oro. Talvolta Nausica lo coinvolge nei propri piani malefici approfittando dell'ingenuità del ragazzo. All'Accademia di Moda di Milano divide la camera con Leo. È il batterista, oltre che il ballerino, dei MoodBoards.

### Nausica Bianchetti
Stagioni 1-3, interpretata da Federica Corti.
Nausica proviene da Milano, nata da una madre top model sempre perfetta e impeccabile ed è cresciuta in una famiglia in cui l'eccellenza è tutto e lei non vuole essere da meno. Pur considerandosi una ragazza talentuosa e piena di carisma, è in realtà una tipa goffa ed è priva di qualità. Ciò è la causa del perché si sia incattivita e sia diventata un'arpia, una persona che pensa solo a sé stessa e che odia tutto e tutti. Nausica frequenta l'Accademia di Moda di Milano perché ambisce un giorno a diventare una celebre stilista di moda ed essere così apprezzata dalla madre, che considera la figlia un fallimento. Inoltre è costretta dalla madre a nutrirsi soltanto con cibo ipocalorico come le gallette di riso ma in realtà lei preferisce di gran lunga le brioche ipercaloriche che nasconde nel proprio armadietto. Nausica è una manipolatrice e una calcolatrice il cui intento è vincere anche contro Maggie e Bianca, il suo unico amico a scuola era Leo. Manipola molto spesso anche Yuki ed Edu, approfittando della loro ingenuità. Nella seconda stagione si scopre che lei è una brava ragazza e si comporta così solo per tentare di essere forte e di compiacere a sua madre, nella terza stagione diventerà alleata con Spy Number 1 per poi diventare buona.

### Yuki Abe
Stagioni 1-2, interpretata da Tiffany Zhou.
Yuki è una ragazza maldestra, imbranata, svampita, estroversa e dal carattere allegro e spensierato, che sogna di diventare una grande stilista di moda. Proviene da Tokyo, precisamente dal quartiere di Harajuku, infatti possiede il tipico stile da harajuku girl; è profondamente legata alle proprie origini. È una ragazza un po' infantile e con la testa tra le nuvole. La più grande passione di Yuki è l'avvenente Edu, di cui diventerà grande amica, ma per cui in realtà ha una cotta. Inoltre ama alla follia i dorayaki. È considerata da tutti "Bionda dentro"; è una ragazza genuina ma anche molto ingenua, per cui facilmente influenzabile e manipolabile. Infatti prende spesso parte ai piani malefici della propria compagna di camera, Nausica, anche se non si rende mai conto di compiere delle malefatte. A partire dalla terza stagione non appare più, poiché resta in Giappone a lavorare come supervisore artistico in una società di cosplay.

### Eloise Gale
Stagione 3, interpretata da Maria Luisa De Crescenzo.
Eloise è una nuova studentessa che, a partire dalla terza stagione, comincia a studiare all'Accademia di Moda di Milano, prendendo il posto di Yuki. Proviene dall'Inghilterra, dove studiava alla London Fashion Academy, da cui però è stata espulsa per aver fatto esplodere il laboratorio a seguito di un esperimento chimico. È infatti un'appassionata di scienza, ama effettuare esperimenti di tipi diversi, che testa sui propri amici, soprattutto sul malcapitato Edu, combinando un sacco di guai. Inoltre ha la mania di smontare qualsiasi tipo di oggetto per comprendere come è fatto; infatti porta sempre con sé un marsupio porta-tutto con attrezzi da lavoro. Eloise è una ragazza gentile e intelligente e dallo stile preppy, ma un po' buffa e strampalata, che vive in un mondo tutto suo, fatto principalmente di scienza; quando parla, spesso cita dei termini tecnici che mai nessuno comprende. È considerata da tutti "la scienziata pazza". All'Accademia di Moda di Milano divide la camera con Nausica. Inoltre, instaura un bel rapporto di amicizia con Edu. Gestisce anche un canale YouTube, dove pubblica i video dei propri esperimenti, condividendo con gli utenti la passione per la scienza.

### Leonardo "Leo" García
Stagione 1, interpretato da Federico Pedroni.
Leo proviene dalla Spagna ed è il figlio di un miliardario, abituato a essere sempre servito e riverito. È viziato e capriccioso ed è convinto di poter acquistare qualsiasi cosa grazie alla carta di credito; non perde mai tempo a mostrarla e ostentarla a tutti, facendosi invidiare ma anche odiare. Proverà addirittura a ottenere l'amore di Bianca con i soldi, grazie all'aiuto di Quinn, fino a quando quest'ultimo non finirà per innamorarsi di lei. All'Accademia di Moda di Milano divide la camera con Edu. È l'unico amico di Nausica. A partire dalla seconda stagione non appare più.

### Felipe Ramírez
Stagioni 2-3, ricorrente stagione 1, interpretato da Paolo Fantoni.
Felipe è il bassista dei CoolGhost. Proviene dall'Argentina. È la controparte di Jacques; proprio come lui è un playboy e ha la passione per la motocicletta. È un gran figo, un ragazzo presuntuoso e arrogante, ma dotato di un grande fascino al quale è impossibile resistere. Il maggior interesse di Felipe sono le ragazze, con cui ha un gran successo; è un predatore, dopo aver conquistato una ragazza, la molla per poi passare alla prossima. Felipe è un ragazzo misterioso ed enigmatico, dallo stile rock. È inoltre un celebre VJ. A partire dalla seconda stagione studierà all'Accademia di Moda di Milano insieme a Susan e Andrew, per tenere d'occhio i MoodBoards. Qui instaurerà un rapporto intricato con Bianca, con cui si metterà insieme alla fine della seconda stagione, per poi lasciarsi poiché Bianca non vuole partire con lui ma rimanere con i Moodboards.

### Andrew Moore
Stagione 1-2, guest stagione 3, interpretato da Jody Cecchetto.
Andrew è il chitarrista dei CoolGhost, oltre a essere l'autore dei testi dei brani musicali e talvolta il cantante. Proviene dall'Inghilterra. È l'equivalente di Quinn; proprio come lui ha un carattere molto aperto e ha la passione per la fotografia. È un bel ragazzo, carismatico e dall'aria tetra e tenebrosa, ma garbato e di buone maniere. È infatti molto amato dalle ragazze. È inoltre il celebre fashion blogger EverBlack, pseudonimo che utilizza per condividere sul web le proprie idee "green fashion", per una moda eco-friendly, ma cool. È un ragazzo gentile e intelligente, ma anche ambizioso, furbo e scaltro, dallo stile eco-sostenibile e punk-rock. A partire dalla seconda stagione studierà all'Accademia di Moda di Milano insieme a Susan e Felipe, per tenere d'occhio i MoodBoards. Qui instaurerà con Maggie un bel rapporto, da cui nascerà una grande amicizia; condivide con lei la passione per la musica e l'impegno nell'ecologia, per poi mettersi insieme a lei, ma si lasceranno a causa della sua partenza. Riappare nella terza stagione pentendosi dei suoi errori rimanendo amico di Maggie, sarà inoltre lui ad aiutare Jacques a tornare con lei.

### Susan Grave
Stagione 2, ricorrente stagione 1, interpretata da Simona Di Bella.
Susan è la cantante dei CoolGhost. Proviene dagli USA, precisamente dalla California. È considerata la "strana" dei CoolGhost, un po' come Maggie, ma in maniera diversa. È strana nel senso che è sempre di malumore, lunatica, malinconica e funerea. Susan ama le rotelle di liquirizia; quando le mangia diventa di buon umore. È una ragazza dallo stile alternativo e aggressivo; porta sempre un make up dai toni molto cupi e delle extension di colore verde e viola tra i capelli. A partire dalla seconda stagione studierà all'Accademia di Moda di Milano insieme a Felipe e Andrew, per tenere d'occhio i Moodboards. Qui nascerà in lei la passione per la moda; Susan, infatti, sogna di diventare una stilista di moda dallo stile alternativo e gotico.

### Preside Riccardo Maffei
Stagioni 1-3, interpretato da Alvaro Gradella.
Il preside Maffei è in apparenza un uomo autoritario e tutto d'un pezzo, ma in realtà è molto diverso da ciò che intende far credere: caotico, goffo, maldestro e imbranato; proprio nel cercare di sembrare il tipico preside di una prestigiosa scuola, finisce per diventare simpatico ed è quindi molto apprezzato dagli studenti. Maffei ama l'Accademia di Moda come se fosse un figlio e ciò a cui tiene di più è il Regolamento da lui considerato sacro. Da giovane è stato un celebre ballerino con lo pseudonimo di John Reds. È inoltre un grande appassionato di cavalleria.

### Professoressa Alison Tucker
Stagioni 1-3, interpretata da Elia Nichols.
La professoressa Tucker insegna Storia della Moda e Fashion Design. È l'insegnante più temuta dell'Accademia di Moda e tratta gli studenti come se fossero dei buoni a nulla; terrorizzare gli adolescenti la rinvigorisce, ma in realtà è molto affezionata ai propri allievi. Ha un'unica regola di vita: servire la dea "Moda"; non rivolge la parola a chi veste in maniera trascurata e sciatta o con indosso una collezione fuori moda, sebbene tale descrizione combaci perfettamente con il professor Ferrari, l'uomo per cui ha una cotta. Ha studiato danza per dieci anni ed è una fan di John Reds. La Tucker è caratterizzata da un accento americano molto marcato.

### Professor Marco Ferrari
Stagione 1, interpretato da Simone Lijoi.
Il professor Ferrari insegna Comunicazione e Fotografia agli studenti del primo anno. È un giovane uomo italiano molto semplice, gentile e affabile, ma un po' fuori contesto. È l'insegnante più intimo agli studenti e che crede di più nei loro talenti. È un celebre fotografo e ha un grande talento nel cogliere le nuove tendenze osservando la vita. A partire dalla seconda stagione non appare più.

### Professor Ruggero Falques
Stagioni 2-3, interpretato da Giovanni Bussi.
Il professor Falques insegna Fashion Style ed è il coach del laboratorio di musica insieme a Rachel a partire dalla seconda stagione. Un tempo è stato un grande cantante pop argentino, dopodiché si è dedicato alla moda; ora possiede una linea di moda per vip. Il singolo che lo ha reso celebre s'intitola "Io sono il mio preferito". È un po' bizzarro ma molto attraente e affascinante. È innamorato, ma non ricambiato, della professoressa Tucker e perciò diventerà il rivale in amore di Zio Max.

### Zio Max
Stagioni 1-3, interpretato da Walter Leonardi.
Zio Max è il proprietario del Milky Way, un celebre locale situato presso l'Accademia di Moda di Milano, che sarà il luogo di esordio dei MoodBoards. Lui stesso si autoproclamerà così manager della band. È un tipo rockettaro, rozzo, cafone e divertente; proprio per tali caratteristiche è molto amato da tutti gli studenti. L'idolo di zio Max è una presunta vecchia rock star di nome Black Hole. È innamorato della professoressa Tucker, malgrado lei non lo degni neanche di uno sguardo; avrà un rivale in amore, il professor Falques.

### Dolores Cortés
Stagioni 1-2, interpretata da Clelia Piscitello.
Dolores è la governante latino-americana di Bianca da sempre, per cui è abituata alle maniere forti e brusche della "niña", come la chiama lei. Bianca fa molto affidamento su di lei e la carica sempre di lavoro, tant'è che la porta con sé in segreto all'Accademia di Moda, dove la tiene nascosta nel proprio armadio, collegato da un tunnel sotterraneo fino a Villa Lussi. Dolores pensa di essere nata per diventare un personaggio del mondo dello spettacolo e non per fare la domestica. È appassionata di telenovela. A partire dalla terza stagione non appare più poiché Alberto pretende che Bianca impari a cavarsela da sola.

### Rachel Davis
Stagioni 2-3, ricorrente stagione 1, interpretata da Greta Bellusci.
Rachel è la madre di Maggie. È una giovane donna piena di vita e un po' strana, proprio come la figlia; cresce Maggie da sola tramandandole la passione per la musica. Quando era ragazza, infatti, fondó una band chiamata "Over the Rainbow", di cui faceva parte anche Alberto e del quale era innamorata. Rachel restò incinta di Maggie, ma non lo rivelò mai a lui e lo lasciò andare via. A partire dalla seconda stagione diventerà la coach del laboratorio musicale all'Accademia di Moda insieme al professor Falques.

### Alberto Lussi
Stagioni 2-3, ricorrente stagione 1, Interpretato da Paolo Romano e da Leonardo Orsolini (bambino).
Alberto è padre di Bianca. Proviene da una famiglia molto semplice ma quando sposa Isabella Lombardi, la figlia di un grande nome della moda, diventa un ricco uomo d'affari. È il re del Made in Italy, totalmente dedito al lavoro. È inoltre l'amministratore del collegio dei docenti dell'Accademia di Moda. Quando era ragazzo andò a studiare negli USA, dove incontrò Rachel e con la quale suonava in una band chiamata "Over the Rainbow". A quei tempi era fidanzato con Isabella, ma finì per innamorarsi di Rachel; quando rientrò in Italia, non sapeva che lei era rimasta incinta di Maggie, per poi ritornarci insieme raccontando a Maggie e Bianca del suo passato, diventando così un buon padre per entrambe.

### Tancredi Lombardi
Ricorrente stagioni 1/3, interpretato da Gianni Garko.
Tancredi è il nonno di Bianca. È stato un grande nome della moda per poi cedere il posto al genero.

### Agente discografico (1ª stagione)
Interpretato da
È l'agente discografico che iscrive i MoodBoards a un concorso per band.

### Marie Laurent
Stagione 3, interpretata da Giulia Achilli.
Marie è la migliore amica d'infanzia di Jacques. Si metterà con lui per i problemi economici delle famiglie per poi innamorarsene e tenterà di allontanarlo dai suoi amici e specialmente da Maggie.
Alla fine della terza stagione si scoprirà che è lei Spy Number 1.

### Carmen Ferrante
Interpretata da Serena Bilanceri.
Carmen è la direttrice artistica del Teatro Sistina di Roma.

### Minerva Gasperini
Ricorrente stagione 3, interpretata da Maria Chiara Centorami.
Minerva è la rappresentante di una casa di moda chiamata Treasure.

### Jason
Interpretato da Francesco Centorame.
Jason è uno studente del primo anno all'Accademia di Moda di Milano.

### Lara
Ricorrente stagione 1, interpretata da Veronica Varani.
Lara è la tastierista dei CoolGhost ma spesso fa anche da cantante, insieme a Susan. È una ragazza capricciosa e viziata, proprio come Bianca. A partire dalla seconda stagione non appare più.

### Anthony
Ricorrente stagione 1, interpretato da Giustiniano Alpi.
Anthony è il batterista dei CoolGhost. È l'equivalente di Edu; è l'allocco del gruppo e ama mantenersi in forma proprio come lui. A partire dalla seconda stagione non appare più.

### Agente discografico (3ª stagione)
Interpretato da Nicola Nocella.
È l'agente discografico di Felipe che offre a Bianca la possibilità di firmare un contratto.

### Chef Christoph
Interpretato da Max Vado.
Chef Christoph é un celebre chef francese.

### Luxy
È il barboncino di Bianca, una cagnetta irresistibile ma capricciosa e viziata proprio come la giovane padrona.

## Personaggi ricorrenti
Kalina Campion: interpretata da sé stessa
Kiana Campion: interpretata da sé stessa
Olivier Bertrand: interpretato da Antonio Brundu
Giada Bonfanti: interpretata da Federica Lucaferri
Valentina Longoni: interpretata da Stefania Bogo
Anita Pilar: interpretata da Ottavia Pacitto
Debby Granada: interpretata da Eleonora Capurro
Jemine Ballet: interpretata da Fiorenza Tessari
Anna Prandi: interpretata da Giuditta Cambieri
Mistress Venice: interpretata da Ketty Roselli
Miss Venice: interpretata da Luna Iansante
Produttrice Televisiva: interpretata da Angela Favella
Alfio Trevisan: interpretato da Angelo Del Romano
Duccio Bevilacqua: interpretato da Simone Riccioni
Lockart: interpretato da Luis Molteni
Mister Harry: interpretato da Salvatore Misticone
Black Hole: interpretato da